# Německé Švýcarsko
Německé Švýcarsko (německojazyčné Švýcarsko) nebo též Vnitřní Švýcarsko (francouzsky Suisse alémanique, německy Deutschschweiz nebo deutsche Schweiz, ve švýcarské němčině Dütschschwiiz nebo düütschi Schwiiz), je německojazyčná část Švýcarska.

## Jazyk

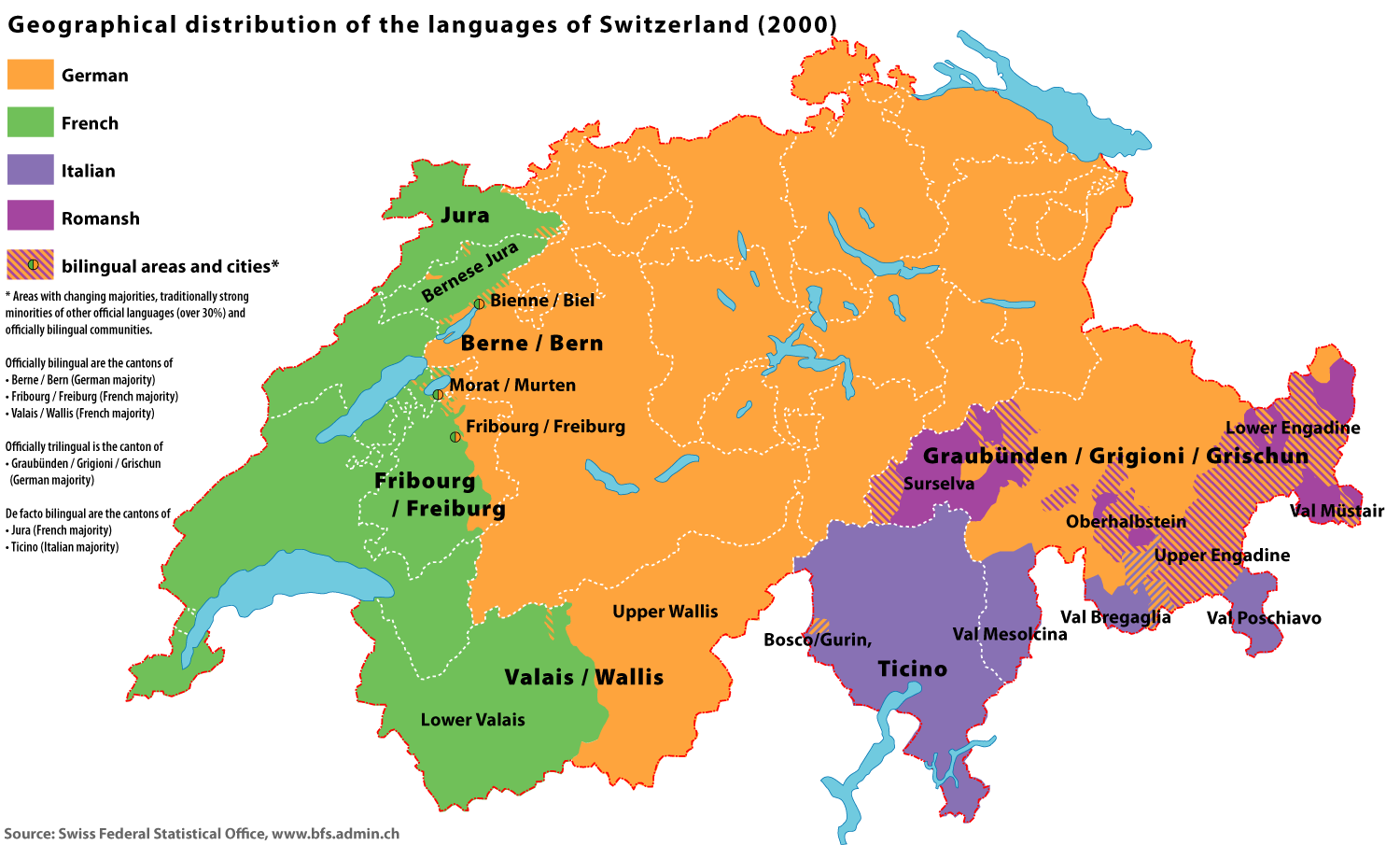
Mapě jazyků Švýcarska: německojazyčná část Švýcarska je zobrazena oranžově.

Varianta německého jazyka, kterým se mluví ve Švýcarsku, se nazývá švýcarská němčina, která má původ v některém z alemanských dialektů. Ty se dělí na dolno, horno a nejvyšší alemanské dialekty. Jedinou výjimkou v německojazyčném Švýcarsku je obec Samnaun, kde se mluví rakousko-bavorským dialektem.
Německojazyčná část obyvatelstva obývá asi 65 % území Švýcarska (severozápadní Švýcarsko, východní Švýcarsko, centrální Švýcarsko, většinu švýcarské náhorní plošiny a větší část švýcarských Alp). 
Jedná se o čistě jazykové rozdělení. Jazykové hranice se ne vždy shodují s administrativními hranicemi jednotlivých kantonů.

## Německojazyčné kantony
- Aargau
- Appenzell Ausserrhoden
- Appenzell Innerrhoden
- Bern
- Basilej-venkov
- Basilej-město
- Freiburg
- Glarus
- Graubünden, především severozápadní část
- Lucern
- Nidwalden
- Obwalden
- St. Gallen
- Schaffhausen
- Solothurn
- Schwyz
- Thurgau
- Uri
- Wallis, východní část
- Zug
- Curych